# ノラ (バンド)
ノラ（NORA・野良）は、神奈川大学を出身とする日本のフォーク・ロックバンド。ビートルズのコピーバンドが母体であり、発表された楽曲にオマージュ的なフレーズを用いている。1973年結成、1974年解散。

## メンバー
- 相沢行夫（あいざわ ゆきお 1949年10月19日 - ）
  - リード・ギター、コーラス。
  - 北海道芦別市出身。血液型AB。
  - 解散後、木原敏雄とNOBODYを結成。

- 杉浦芳博（すぎうら よしひろ 1949年7月14日 - ）
  - リードボーカル、ギター。
  - 愛知県出身。神奈川大在学中にTBSラジオ『ヤングタウンTOKYO』の番組内ユニット「ヤングタウンシンガーズ」としてデビュー。絵夢に楽曲提供。解散後は、ソロ活動のかたわら浅川マキのバック・ギタリスト。すぎうらよしひろ名義で、『スーパーロボット マッハバロン』、『ガンバの冒険』、『行け! 牛若小太郎』の主題歌を歌唱[1]。

- 松田良一
  - リード・ボーカル、ベース・ギター。解散後はNOBODYのコーラス。
  - 作曲家として松田良名義で中森明菜、堀江しのぶ、堀ちえみ、髙橋真梨子らに楽曲提供。

- 石田斎
  - ドラム、ギター、コーラス。

## 作品
- アルバム
  - ｢ノラVOL.1｣（AARD-VARK AV-3004）1973年5月発売
- シングル
  - 懐かしのメロディー／風にまかれて（AARD-VARK AV-12）1973年3月発売
  - 忘れかけた愛の言葉／あの娘に首ったけ（AARD-VARK AV-21）1973年8月発売
  - レンガ路／夢が始まる時（AARD-VARK AV-30）1974年3月発売